# Pingxiang (Jiangxi)
Pour les articles homonymes, voir Pingxiang.
Pingxiang (chinois : 萍乡市 ; pinyin : Píngxiāng shì) est une ville-préfecture de l'ouest de la province du Jiangxi en Chine.

## Subdivisions administratives
La ville-préfecture de Pingxiang exerce sa juridiction sur cinq subdivisions - deux districts et trois xian :
- le district d'Anyuan - 安源区 Ānyuán Qū ;
- le district de Xiangdong - 湘东区 Xiāngdōng Qū ;
- le xian de Lianhua - 莲花县 Liánhuā Xiàn ;
- le xian de Shangli - 上栗县 Shànglì Xiàn ;
- le xian de Luxi - 芦溪县 Lúxī Xiàn.

## Transport

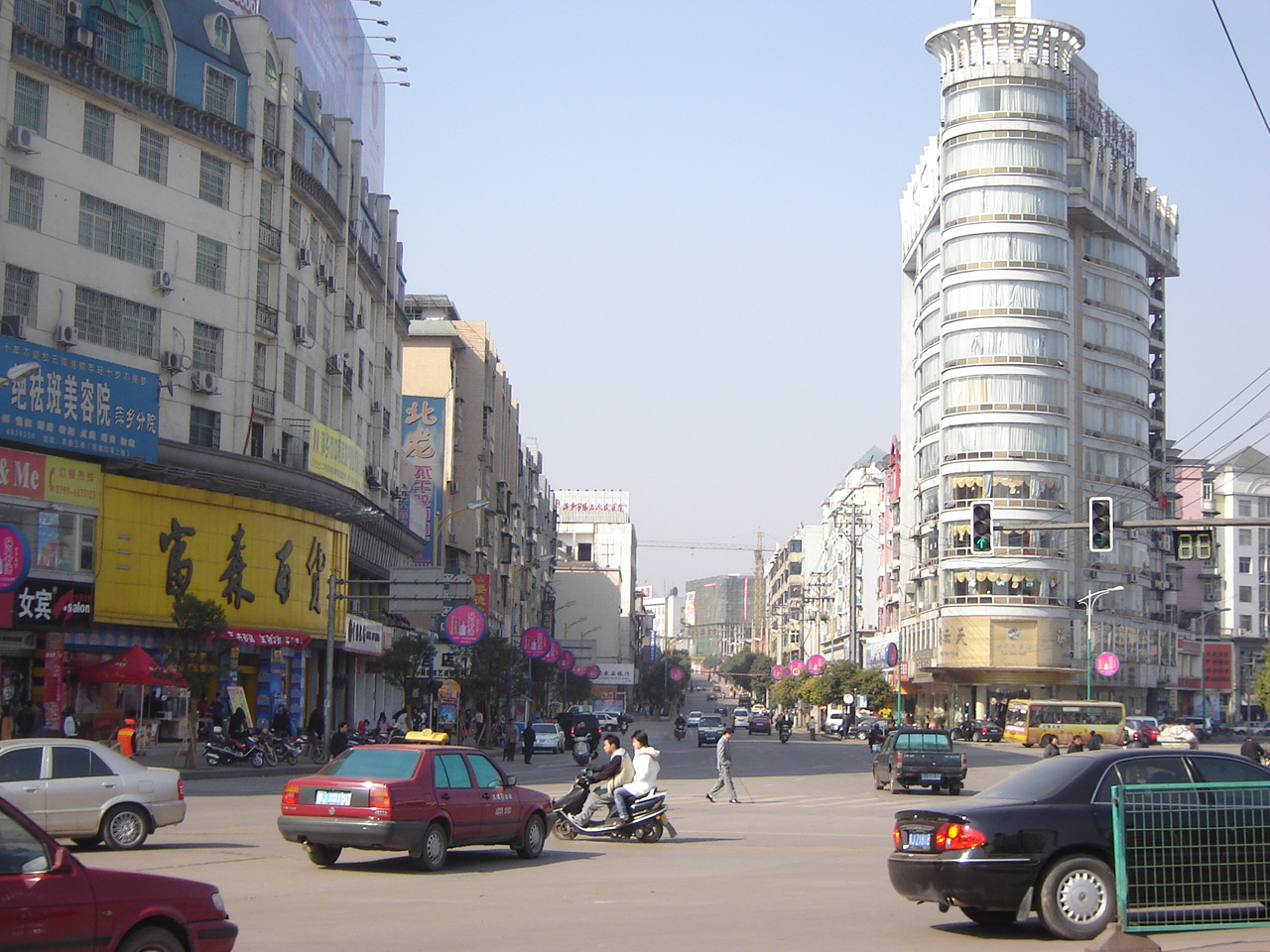
Pingxiang

L'aéroport international de Changsha-Huanghua (长沙黄花国际机场) est situé à 120 km du centre ville et l'aéroport de Yichun-Mingyueshan (宜春明月山机场) à 60 km.